# Cucina francese
La cucina francese (cuisine française) fa riferimento a diversi stili gastronomici derivati dalla tradizione francese.
Evolutasi nel corso dei secoli seguendo anche i cambiamenti sociali e politici del paese, il Medioevo ha visto lo sviluppo dei sontuosi banchetti che hanno portato la gastronomia francese a livelli superiori, con alimenti decorati e stagionati grazie a chef come Guillaume Tirel; con la Rivoluzione francese, le abitudini si sono tuttavia modificate con l'utilizzo meno sistematico di spezie e con lo sviluppo dell'utilizzo delle erbe aromatiche e di tecniche raffinate, a partire dagli chef più grandi come François Pierre de La Varenne e da altri dignitari di Napoleone Bonaparte, come Marie-Antoine Carême.

## Storia

### Medioevo

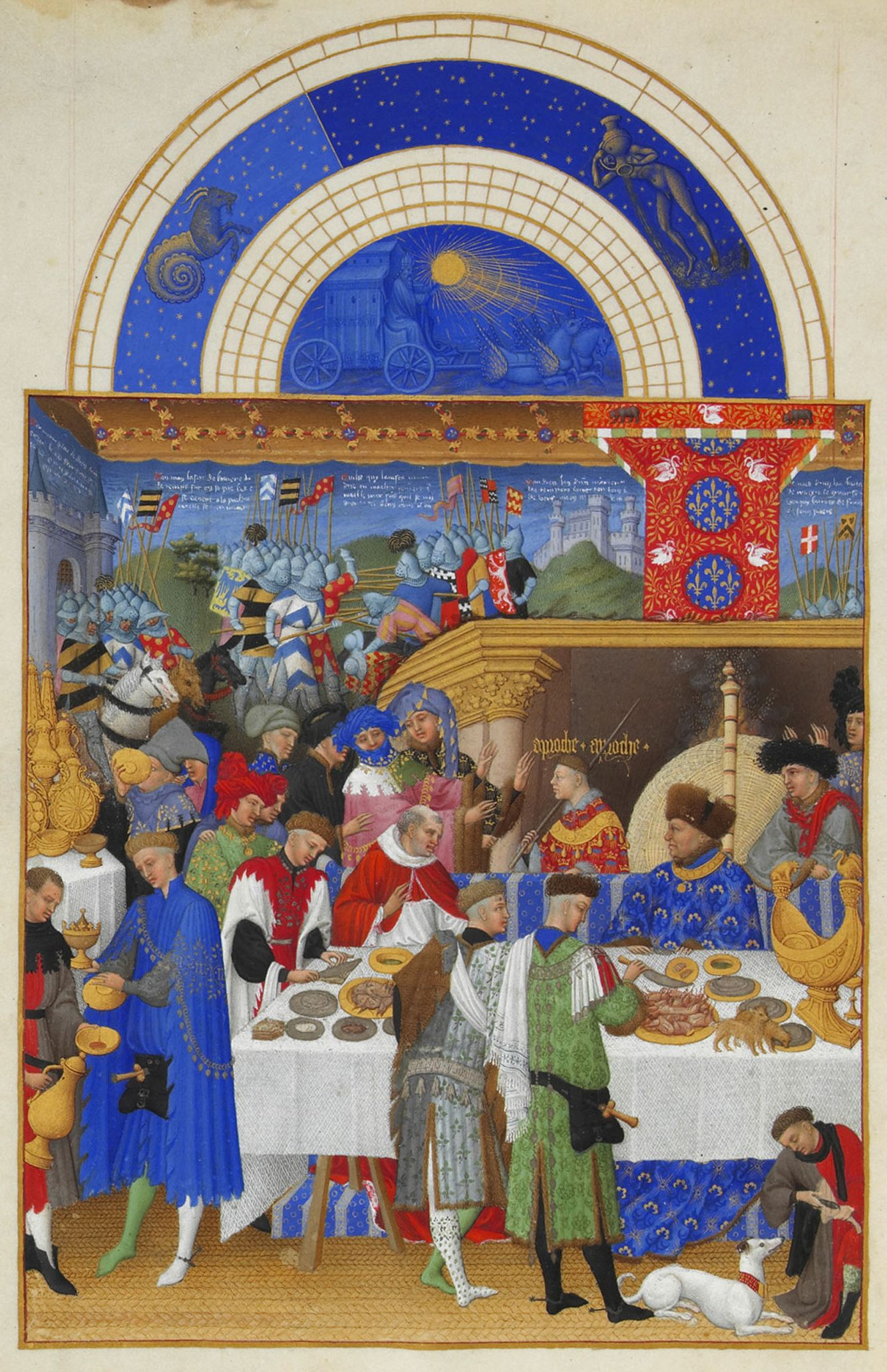
Giovanni, Duca di Berry ad un banchetto. Il duca è seduto con un cardinale al tavolo alto sotto un sontuoso baldacchino di fronte al camino e servito da numerosi servitori tra in quali in primo piano il tagliatore di carni. Sulla parte sinistra del tavolo una preziosa saliera in oro a forma di nave. Illustrazione dal libro delle ore Très Riches Heures du Duc de Berry, circa 1410.

Nella cucina medievale francese ebbero larga diffusione fra l'aristocrazia i banchetti, composti da molte portate servite contemporaneamente. Il cibo veniva portato alla bocca con le mani: la carne, tagliata in pezzi e tenuta fra pollice, indice e medio, era condita con ricche e dense salse; nei condimenti abbondava l'uso della senape.
Impasti e croste di pane erano una componente diffusa nei banchetti, spesso usate più come contenitori che come alimento e solo nel tardo Medioevo si diffuse la pasta brisée. I pasti si concludevano spesso con un issue de table, che, in seguito, si evolse nel moderno dessert e che consisteva in confetti, all'epoca costituiti da zucchero, miele e spezie, e da formaggi invecchiati e vino speziato come l'ippocrasso.
Gli ingredienti venivano scelti a seconda delle stagioni, ma anche dei dettami religiosi. 
I prodotti erano conservati con sale, spezie, miele e altri conservanti; all'abbondanza della tarda primavera, dell'estate e dell'autunno, si opponeva una diminuzione della varietà nei mesi invernali. Il bestiame veniva macellato all'inizio dell'inverno, il manzo era salato mentre i suini erano salati o affumicati, lardi e insaccati erano affumicati nei camini, mentre lingua e prosciutti erano messi in salamoia o seccati. In salamoia finivano anche i cetrioli, mentre altre verdure venivano conservate sotto sale in grandi otri. Frutta, noci e tuberi venivano cotti nel miele per essere conservati. Balene, delfini e focene erano considerati pesci, infatti durante la quaresima era abituale il consumo della carne salata di questi cetacei.
Laghetti artificiali d'acqua dolce ospitavano carpe, lucci, tinche, abramidi, anguille e altri pesci. Era allevato il pollame, mentre piccioni e colombe erano riservati all'élite. Benché rara, era apprezzata la selvaggina che comprendeva cervi, cinghiali, lepri, conigli e uccelli selvatici. Gli orti fornivano erbe aromatiche, comprese alcune che raramente vengono utilizzate oggigiorno, come il tanaceto, la ruta, la mentuccia e l'issopo. Le spezie all'epoca erano preziose e molto costose; le più utilizzate erano il pepe nero, la cannella, i chiodi di garofano e la noce moscata. Delle spezie molto usate all'epoca e non più presenti nella cucina francese odierna si annoverano il cubebe, il pepe lungo (entrambi da piante simili a quella del pepe nero), il pepe della Guinea e il galangal. I sapori agrodolci erano apprezzati e si ottenevano con l'aggiunta di aceti e di verjus mescolato con zucchero  o miele.
Di grande importanza era la presentazione dei piatti, infatti i colori brillanti erano ottenuti tramite il succo di spinaci oppure con la parte verde dei porri, per il giallo si utilizzava lo zafferano o il tuorlo d'uovo, il rosso proveniva invece dai girasoli e il porpora dalla Crozophora tinctoria o dall'Heliotropium europaeum. Foglie d'oro e d'argento venivano collocate sulla superficie dei piatti e il risultato erano presentazioni molto vistose e ad effetto come ad esempio la tourte parmerienne un elaborato piatto con l'aspetto di un castello con tanto di torrette e decorazioni di foglie d'oro.
Una delle preparazioni più spettacolari dell'epoca erano il cigno o il pavone arrosto ricuciti entro la loro carcassa con le piume intatte e con zampe e becco rivestiti d'oro. La carne di entrambe queste bestie è piuttosto dura, fibrosa e di sapore poco gradevole, per cui pelle e piume erano spesso farcite di carne di altri volatili come l'oca o l'anatra cotta e insaporita.
Lo chef più noto del Medioevo fu Guillaume Tirel, meglio noto come Taillevent, che durante il XIV secolo lavorò in molte cucine reali: fu chef di Filippo VI e in seguito del delfino, figlio di Giovanni II. Il delfino divenne poi re Carlo V di Francia nel 1364, con Taillevent come capocuoco. La sua carriera durò sessantasei anni e alla sua morte fu sepolto con tutti gli onori: sulla sua lapide è raffigurato in armi con uno scudo con tre pentole (marmites).

### Ancien régime
Durante l'ancien régime, Parigi era l'epicentro culturale ed economico del paese, infatti gran parte dell'attività culinaria si concentrava nella capitale. I mercati di Parigi, come quello di Les Halles, la Mégisserie, e quelli che si sviluppavano lungo la Rue Mouffetard erano i nodi cruciali della distribuzione dei prodotti alimentari. Ciò che diede alla produzione francese la sua identità caratteristica fu il sistema delle corporazioni sviluppato nel Medioevo e regolamentato dai governi comunali, coloro che operavano in un ramo dell'industria alimentare erano autorizzati a operare solo in quel preciso ramo, ciò incentivò meccanismi di concorrenza e di forte specializzazione.
Vi erano due gruppi fondamentali di corporazioni, quelle di coloro che fornivano le materie prime, cioè macellai, pescivendoli, mercanti di cereali e orticultori, e quelle di coloro che fornivano preparazioni alimentari: panettieri, pasticcieri, salumieri e pollivendoli. Vi erano inoltre le corporazioni di coloro che vendevano sia prodotti crudi sia preparazioni pronte come i charcutiers e i rôtisseurs, che preparavano piatti di carne arrostita. Le corporazioni regolamentavano inoltre la formazione del personale nel settore, le qualifiche di aiuto-cuoco, cuoco e "mastro cuoco" erano infatti regolamentate e conferite dalle corporazioni.
Nel XV e XVI secolo la cucina francese assimilò diversi prodotti provenienti dal Nuovo Mondo, ma soprattutto ebbe una grande svolta che la portò a essere una delle più grandi cucine del mondo. Questo cambiamento avvenne grazie a Caterina de' Medici, duchessa d'Urbino andata in sposa ad Enrico II re di Francia. Caterina, infatti, era una grande appassionata di cucina e portò con sé in Francia tutta la scuola della cucina toscana, all'epoca molto raffinata. Come tutti i grandi chef, Caterina andava personalmente a comprare i prodotti necessari alla sua cucina ai mercati dove era diventata famosa come "La dame de Cordon Bleu" visto che indossava una fascia blu, essendo, oltre che la regina di Francia, anche ambasciatrice del Granducato di Toscana. La sua passione culinaria le fece aprire una scuola di cucina, ancora oggi nota come la scuola di "Cordon Bleu". Caterina introdusse nella cucina francese la sequenza dei piatti (separando il dolce dal salato), l'uso delle posate e l'accoppiamento dei sapori delicati dei prodotti freschi come le verdure ,in particolare. Vi sono resoconti di banchetti in cui Caterina de' Medici offrì sessantasei tacchini in una cena. Uno degli ingredienti principali del piatto tradizionale chiamato cassoulet, il fagiolo, giunge dal Nuovo Mondo. 
Nella seconda metà del Seicento, grazie alla presenza a Versailles della corte più raffinata d'Europa, la cucina francese riceverà un nuovo e vigoroso impulso divenendo sempre più varia e sofisticata. Tuttora esiste, nel complesso del castello e del suo parco, un ristorante che esegue ricette d'epoca, ed il suo cuoco potrebbe essere definito "archeo cuoco". Dopo la Rivoluzione francese, nacquero i primi ristoranti famosi, creati dai cuochi di corte e delle casate aristocratiche, rimasti improvvisamente senza lavoro poiché i nobili fuggirono in esilio all'estero. L'Ottocento vide l'apogeo della cucina tradizionale, imperniata - come quella italiana - sulle varie tradizioni regionali, che verrà in seguito definita "cuisine de ménage", tuttora alla base dell'odierna. Antonin Carême diede un contributo decisivo a codificarla.

## Descrizione
Non fu codificata che nel XX secolo da Auguste Escoffier per diventare il riferimento moderno in materia di alta gastronomia. È ancora oggi reputata come una dei riferimenti nel mondo in materia del suo aspetto culturale. L'opera di Escoffier lascia tuttavia da parte una gran parte del carattere regionale che si può trovare nelle provincie francesi. L'inizio del turismo gastronomico, con l'aiuto soprattutto delle Guide Michelin, ha contribuito ad un distinto ritorno alle fonti delle persone verso la campagna nel corso del XX secolo ed oltre. La cucina guascone influenza largamente la cucina nel sud-ovest della Francia.
In Francia inoltre, differenti stili di cucina sono praticati ed esistono moltissime tradizioni regionali, tanto che è difficile parlare di cucina francese come unificata. Esistono numerosi piatti regionali che si sono sviluppati al punto di essere (ri)conosciuti a livello nazionale. Molti piatti, in origine regionali, si sono imposti a livello nazionale con qualche variazione da regione a regione. I prodotti agricoli come il formaggio, il vino, la carne, etc., occupano un posto d'eccezione nella cucina francese, con numerosi prodotti regionali, che portano ad un alto livello l'agricoltura biologica o una protezione di denominazione come la denominazione d'origine controllata o l'indicazione geografica protetta.
Fine 2006, un gruppo di buongustai e di chef, come Paul Bocuse, Alain Ducasse, Pierre Troisgros, Marc Veyrat e Michel Guérard lottarono per far entrare la cucina francese nel patrimonio culturale immateriale dell'umanità. Il presidente Nicolas Sarkozy appoggiò questa domanda il 23 febbraio 2008. Il "pasto gastronomico dei francesi", seguendo la proposta fatta dall'Istituto europeo di storia e di culture dell'alimentazione è stato aggiunto alla lista rappresentativa del patrimonio culturale immateriale dell'umanità, il 16 novembre 2010, da un comitato intergovernamentale dell'UNESCO riunito a Nairobi. Con la cucina messicana e la dieta mediterranea, iscritte lo stesso giorno, è la prima volta che delle tradizioni culinarie sono registrate in questa lista.

### La cucina regionale in Francia
La cucina tradizionale francese è molto varia e rispecchia le differenti culture proprie di ogni regione.
Lista dei più famosi tipi di cucina regionale in Francia metropolitana e dei DOM (Dipartimenti d'Oltre Mare):
- la cucina alsaziana
- la cucina delle Antille
- la cucina dell'Anjou
- la cucina dell'Alvernia
- la cucina basca
- la cucina della Borgogna
- la cucina della Bretagna
- la cucina della Champagne-Ardenne
- la cucina corsa
- la cucina della Guascogna
- la cucina del Limosino
- la cucina della Lorena
- la cucina lionese
- la cucina della Normandia
- la cucina del Périgord
- la cucina della Piccardia
- la cucina del Poitou
- la cucina della Provenza
- la cucina savoiarda
- la cucina tahitiana

## Gli alcolici
I vini francesi sono tra i più pregiati del mondo e prendono nome dalla località di provenienza, come lo Champagne e il Bordeaux (prodotto nel bacino della Garonna), i vini di Borgogna, e i vini bianchi della Valle della Loira e dell'Alsazia. Nella vallata della Charente, si produce il cognac, liquore famoso in tutto il mondo. Altri liquori noti e apprezzati sono il calvados, prodotto in Normandia, l'armagnac, il Cointreau, il Grand Marnier e il pastis, di Marsiglia. Meno conosciuto è il poiré, bevanda simile al sidro ottenuta dalla fermentazione del succo di pera. Il sidro è prodotto in grande quantità in Normandia e Bretagna, dove è la bevanda tradizionale. Tra gli alcolici che identificano la Francia nel mondo non si può dimenticare lo champagne.